# Мурены
Муре́ны (лат. Muraena) — род лучепёрых рыб из семейства муреновых (Muraenidae).
Встречаются в Атлантическом, Тихом и Индийском океанах, широко распространены в Средиземном и Красном морях.

## Внешний вид
Максимальная длина тела представителей разных видов варьирует от 60 до 150 см, но, как правило, встречаются особи длиной около метра. Тело змеевидной формы, кожа голая, без чешуи. Разнообразна окраска мурен, помогающая им маскироваться: коричневая, зелёная, зеленовато-жёлтая, пятнистая, полосатая, «мраморная».

## Образ жизни
Мурены живут в придонном слое воды, можно сказать, на дне. Днём они сидят в расщелинах скал или кораллов, высунув головы и обычно поводя ими из стороны в сторону, высматривая проплывающую добычу. Ночью же мурены выбираются из убежищ, чтобы поохотиться. Обычно они питаются рыбами, но нападают и на ракообразных, и на осьминогов, которых ловят из засады, стрелой выскакивая из своих убежищ и хватая проплывающую мимо жертву.

## Значение
Мясо мурен после обработки можно употреблять в пищу. Особенно оно ценилось древними римлянами. Укус рыб может быть опасен для человека. Ранее их зубы считались ядовитыми, однако эти данные не были подтверждены. Тем не менее, укус мурены чрезвычайно болезненный. Известны случаи неспровоцированных нападений рыб на аквалангистов.

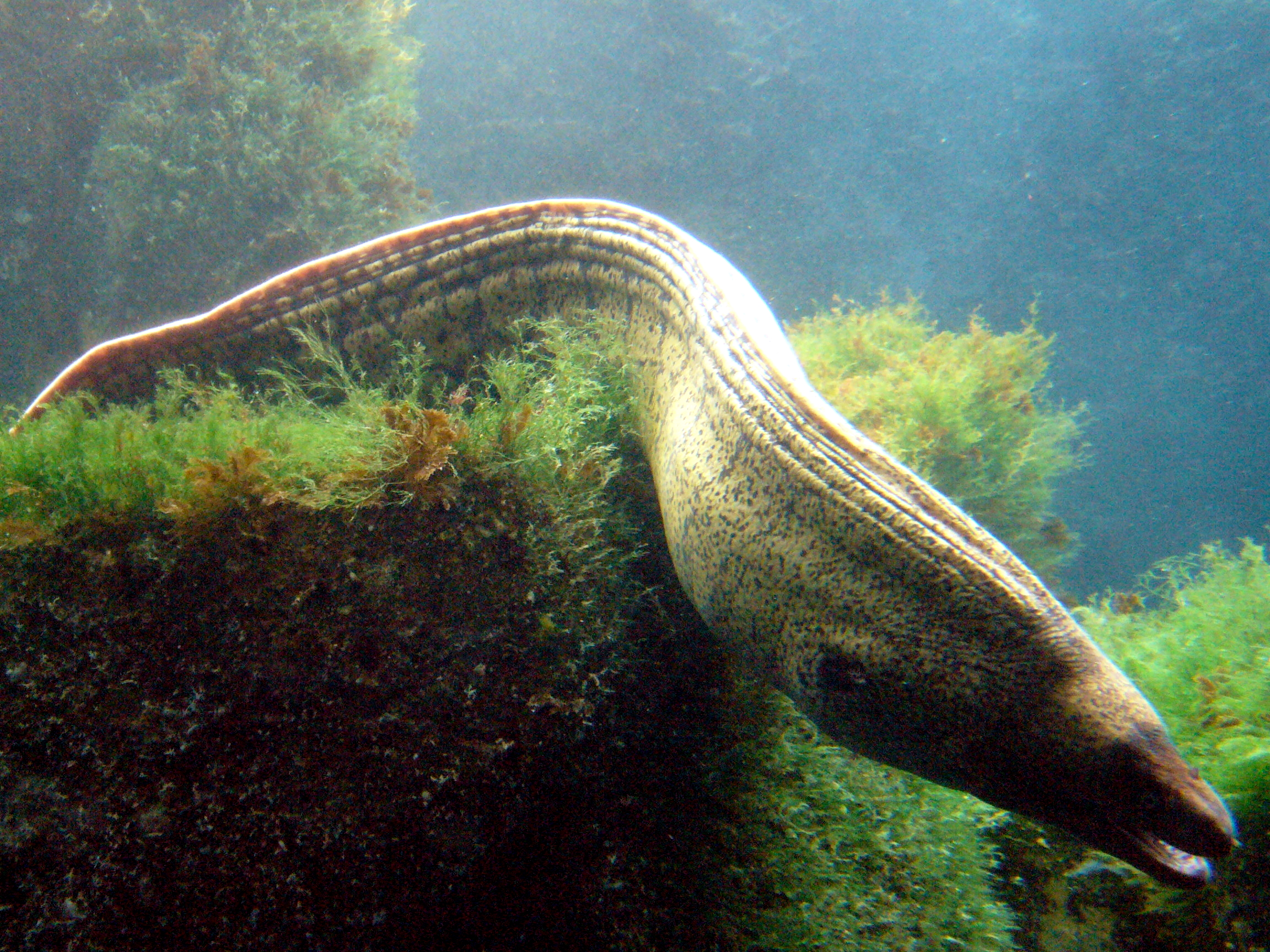
Европейская мурена. Укус может быть опасен для человека.

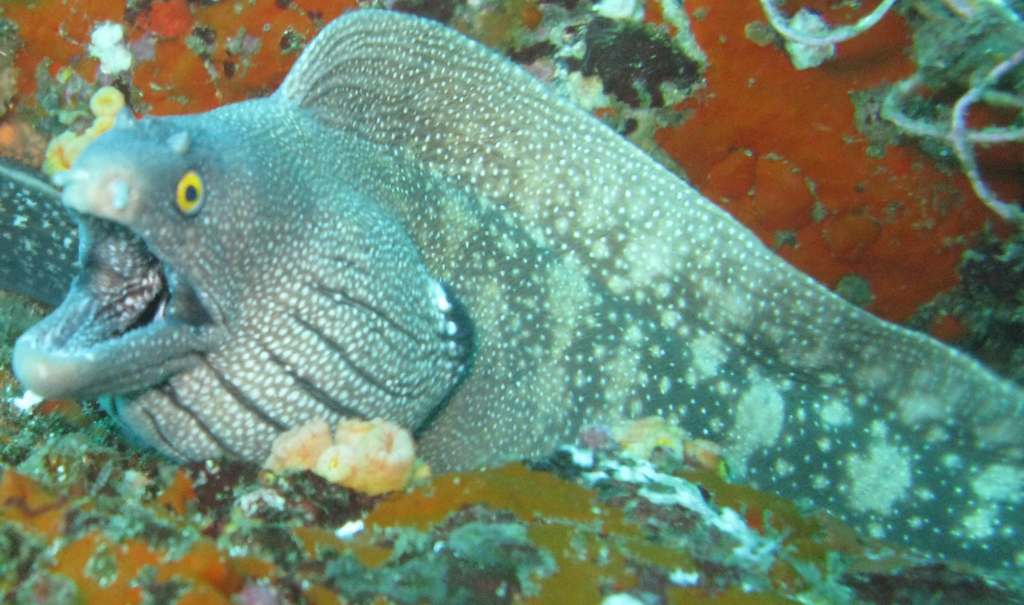
Muraena argus

## Классификация
В состав рода включают 10 видов:
- Muraena appendiculata (Guichenot, 1848)
- Muraena argus (Steindachner, 1870)
- Muraena augusti (Kaup, 1856)
- Muraena clepsydra Gilbert, 1898
- Muraena helena Linnaeus, 1758 — Европейская мурена
- Muraena lentiginosa Jenyns, 1842
- Muraena melanotis (Kaup, 1859)
- Muraena pavonina Richardson, 1845
- Muraena retifera Goode & Bean, 1882
- Muraena robusta Osório, 1911